# 鹿港八郊
鹿港八郊（臺語：Lo̍k-káng pat-kau）為臺灣清治時期的鹿港八大郊商之並稱。八郊分別為泉郊金長順、廈郊金振順、敢加竹字頭(音ㄍㄢˇ)  𥴊郊金長興、油郊金洪福、糖郊金永興、布郊金振萬、染郊金合順、南郊金進益等。泉郊、廈郊具有同鄉組織的性質，開放不同貿易類別的同鄉從業者加入，使得二者的組織更較龐大。
其中，泉郊的規模最大且最具領導力量（因當時鹿港具影響力者以祖籍泉州各地人士為主），以自泉州地區進口石材、木材、藥材、絲布、白布為主要事業。廈郊則以向廈門、金門、漳州地區輸出米、蔗糖，並自當地輸入杉木、布衣、紙捆等為主要事業。南郊以自廣東、澎湖及南洋輸入鹹魚類、雜貨等為主要事業。糖郊以輸出蔗糖至寧波、上海、煙臺、天津等地為主要事業。布郊以布料貿易為主要事業。敢（原字為上竹下敢）郊以日用雜貨（南北貨）貿易為主要事業。染郊以染布商家的貿易為主要事業。油郊以輸出花生油、麻油為主要事業。